# پلوتارک (دهانه)
پلوتارک یک دهانه برخوردی در ماه‌ است.

## دهانه‌های اقماری
این دهانه ۹ دهانه اقماری دارد.
| Plutarch | عرض جغرافیایی | طول جغرافیایی | قطر          |
| -------- | ------------- | ------------- | ------------ |
| C        | ۲۳.۱° N       | ۷۱.۰° E       | ۱۱.۰ کیلومتر |
| D        | ۲۴.۳° N       | ۷۵.۷° E       | ۱۵.۰ کیلومتر |
| G        | ۲۳.۰° N       | ۷۵.۲° E       | ۱۱.۰ کیلومتر |
| F        | ۲۳.۵° N       | ۷۳.۵° E       | ۱۲.۰ کیلومتر |
| H        | ۲۴.۴° N       | ۷۲.۷° E       | ۱۱.۰ کیلومتر |
| K        | ۲۵.۱° N       | ۷۲.۸° E       | ۱۱.۰ کیلومتر |
| M        | ۲۳.۸° N       | ۷۷.۶° E       | ۱۱.۰ کیلومتر |
| L        | ۲۵.۸° N       | ۷۱.۶° E       | ۸.۰ کیلومتر  |
| N        | ۲۳.۸° N       | ۷۷.۱° E       | ۱۲.۰ کیلومتر |